# Jean Babilée
Jean Babilée est un danseur, chorégraphe et acteur français né le 3 février 1923 dans le 6e arrondissement de Paris et mort le 30 janvier 2014 dans le 14e arrondissement de Paris,,,.

## Biographie
Jean Gutmann, est formé à l'École de danse de l'Opéra de Paris de 1935 à 1940. Lors de l'exode, il fuit dans le sud de la France en compagnie de son ami Roland Petit. Il reste dans la zone libre et est engagé par les Ballets de Cannes en 1940 où il se voit confier des rôles importants dans Les Sylphides et dans Le Spectre de la rose. En 1942, il revient à Paris et, auditionné par Serge Lifar, est admis à l’Opéra de Paris comme second quadrille tout en prenant des cours particuliers avec Victor Gsovsky. Les lois adoptées par le gouvernement de Vichy sous l'occupation nazie l'incitent à prendre pour pseudonyme le nom de sa mère : Babilée. Quelqu'un ayant écrit le mot « juif » et dessiné une grande étoile sur son miroir des loges communes, il laisse tel quel ces inscriptions pendant trois jours, avant qu'un costumier ne les efface. Début 1943, il reçoit une convocation pour le Service du travail obligatoire, le directeur de l'Opéra, Marcel Samuel-Rousseau refusant de lui délivrer un certificat indiquant qu'il était sous contrat avec l'Opéra et lui disant que l'Allemagne lui ferait du bien, il décide de quitter Paris et rejoint un maquis en Touraine.
Il intègre à la Libération les Ballets des Champs-Élysées dirigés par Roland Petit et Janine Charrat, où il se révèle rapidement comme l'un des plus grands danseurs de sa génération. Il y crée notamment en 1946 Le Jeune Homme et la Mort, sur une chorégraphie de Roland Petit, aux côtés de la danseuse Nathalie Philippart, avec laquelle il aura une fille, Isabelle.
Il chorégraphie lui-même plusieurs ballets avant de quitter la troupe en 1949. Il fonde en 1956 sa propre compagnie, tout en continuant à se produire sur scène, à l'Opéra de Paris et à la Scala de Milan. Il apparaît régulièrement au théâtre et au cinéma à partir des années 1960, sans pour autant renoncer à la danse. Il crée Le Temps partagé en 1973 pour l'ORTF, ballet dont la chorégraphie et la musique ont été calculés par ordinateur par Pierre Barbaud. Directeur artistique du Ballet du Rhin le temps d'une saison, en 1972, il danse entre autres pour Maurice Béjart Life de 1979 à 1985 et reprend son ballet-fétiche (interprété plus de 200 fois), Le Jeune Homme et la Mort, en 1983 au théâtre du Châtelet. En 1987, il retrouve sa partenaire des débuts, Janine Charrat, pour un spectacle au Centre Georges-Pompidou : Inventaire d'Alain Germain.
Il se remarie en 2000 avec Zapo, danseuse, chorégraphe et cinéaste, et adopte officiellement le nom de Babilée. Il fait sa dernière apparition sur scène en 2003 dans le spectacle du chorégraphe Josef Nadj, Il n'y a plus de firmament, mettant fin à une carrière d'une exceptionnelle longévité.
En 1995, il participe à la série de Nuits magnétiques, L'Envol produite par Catherine Soullard sur France Culture, diffusée la semaine du 16 au 19 mai.
Deux documentaires lui sont consacrés : Babilée 91 de William Klein en 1992 et Le Mystère Babilée de Patrick Bensard en 2000.
Jean Babilée, grand amateur de moto, appréciait les machines à hautes performances dont, entre autres, une 1000 Vincent Black Shadow (la seule moto de série capable de plus de 200 km/h dans les années 50) avec laquelle il accomplit le trajet Milan Paris de nuit à toute vitesse pour honorer un engagement, alors même que l'autoroute du sud n'existait pas. Il continua à pratiquer la moto jusqu'à l'âge de 85 ans.
Il vivait dans l'immeuble au-dessus du Café de Flore.

## Danse
En tant qu'interprète
- Le Spectre de la rose, chorégraphie de Michel Fokine
- 1945 : Jeu de cartes, chorégraphie de  Janine Charrat (création)
- 1946 : Le Jeune Homme et la Mort, chorégraphie de Roland Petit (création), théâtre des Champs-Élysées
- La Rencontre ou Œdipe et le Sphinx, chorégraphie  de David Lichine (création)
- Le Portrait de Don Quichotte, chorégraphie d'Aurél Milloss (création)
- Mistère d'Aurél Milloss (création)
- Giselle, chorégraphie de Jean Coralli et Jules Perrot
- 1956 : Mario e il mago, mise en scène de Luchino Visconti, chorégraphie de Léonide Massine, Scala
- 1979-1985 : Life, chorégraphie de Maurice Béjart
- 1989 : L et eux… la nuit chorégraphie de François Verret
- 1993 : La Vie, c'est contagieux d'Editta Braun

En tant que chorégraphe
- 1948 : L'Amour et son amour, musique de César Franck, avec Jean Babilée et Nathalie Philippart
- 1948 : Divertimento, musique de Jean-Michel Damase, avec Jean Babilée et Janine Morin
- 1949 : Till Eulenspiegels, musique de Richard Strauss
- 1955 : Balance à trois, musique de Jean-Michel Damase, avec Yvette Chauviré, Violette Verdy, Jean Babilée et Alexandre Kalioujny
- 1955 : Sables, musique de Maurice Le Roux, avec Jean Babilée, Yowanska Bregovich et Claire Sombert
- 1956 : Le Caméléopard, musique d'Henri Sauguet, avec Jean Babilée et Dick Sanders

## Théâtre
- 1959 : La Descente d'Orphée de Tennessee Williams, mise en scène Raymond Rouleau, Théâtre de l'Athénée
- 1960 : Le Balcon de Jean Genet, mise en scène Peter Brook, Théâtre du Gymnase
- 1963 : La Reine verte de Maurice Béjart, musique Pierre Henri, Théâtre Hébertot
- 1969 : Charlie de Donald Driver, mise en scène Jean Babilée, Théâtre des Nouveautés
- 1971 : Histoire du soldat de Charles-Ferdinand Ramuz, mise en scène Jean-Marie Simon, Théâtre de la Tempête
- 1986 : La Tour de Babel, détails d'après Patricia Buzzi, mise en scène Georges Aperghis, Chapelle des Pénitents blancs (Avignon)
- 1987 : Inventaire d'Alain Germain, Centre Georges-Pompidou
- 1997 : Simple suicide de  Jean-Gabriel Nordmann, avec Margot Abascal, mise en scène Marie Tikova, Ménagerie de Verre
- 2003 : Il n'y a plus de firmament, mise en scène et chorégraphie Josef Nadj, Théâtre de la Ville

## Filmographie

### Cinéma
- 1952 : Le Poignard, court-métrage de Jean Benoît-Lévy : le jeune homme
- 1953 : Le Métier de danseur, court-métrage de Jacques Baratier
- 1954 : La Femme et le fauve, court-métrage de Jacques Asséo et André Sarrut : le fauve
- 1958 : Auditorium, court métrage de Michel Drach
- 1960 : Les Loups dans la bergerie de Hervé Bromberger : Yasmin
- 1961 : Pleins Feux sur l'assassin de Georges Franju : Christian de Kerloguen
- 1961 : Amélie ou le Temps d'aimer de Michel Drach : Pierre
- 1963 : Dragées au poivre de Jacques Baratier : Oscar
- 1967 : Le Fratricide court métrage de Charles Belmont
- 1976 : Duelle de Jacques Rivette : Pierrot

### Télévision
- 1967 : Le Golem (du roman de Gustav Meyrink), téléfilm de Jean Kerchbron
- 1971 : Demain, la fin du Monde, téléfilm de Michel Polac
- 1973 : La Ligne d'ombre de Georges Franju (téléfilm) : Capitaine Marlow
- 1977 : Jean et Thérèse, ballet-divertissement d'Aimée Mortimer, mis en scène par Dirk Sanders

## Décorations
- Commandeur de l'ordre des Arts et des Lettres Il est promu au grade de commandeur le 17 janvier 2013[12].
- Chevalier de la Légion d'honneur Il est fait chevalier le 11 avril 2001[13] pour ses 57 ans d'activités artistiques.
- Officier de l'ordre national du Mérite